# إدارة المهارات
إدارة المهارات هي ممارسة وفهم وتطوير ونشر الناس لمهاراتهم. والذي يجب أن يحدد إدارة المهارات جيدا هو التنفيذ للمهارات التي تتطلبها الأدوار الوظيفية، ومهارات الموظفين الأفراد، وسد أي فجوة بين الاثنين.

## نظرة عامة
يمكن للمنظمة المعنية أو طرف ثالث تحديد إطار المهارات، المعروف أيضا باسم إطار الكفاءات أو مصفوفة المهارات وهذا يتكون من قائمة من المهارات، ونظام للتصنيف، مع تعريف ما يعنيه أن يكون على مستوى معين لمهارة معينة. ولتكون إدارة المهارات أكثر فائدة، يجب أن تكون عملية مستمرة، حيث يقوم الأفراد بتقييم وتحديث مجموعات المهارات المسجلة بانتظام بطريقة المراجعات الدورية، وبالتأكيد عندما بحدث تغيير في مهاراتهم. تسجل أنظمة إدارة المهارات نتائج هذه العملية في قاعدة بيانات، ثم تقوم بتحليلها لتساعد في اتخاذ قرارات مثل التوظيف الداخلي للمشاريع.
يحدد مستوى المدير في المنظمة الأهمية النسبية لحيازة المهارات الفنية والبشرية والنظرية. يحتاج المدراء من المستوى الأعلى إلى مهارات نظرية تسمح لهم بمشاهدة المنظمة ككل. بينما تستخدم المهارات النظرية في التخطيط والتعامل مع الأفكار والتجريد. من ناحية أخرى، يحتاج المشرفون إلى مهارات فنية لإدارة مجال تخصصهم. جميع مستويات الإدارة بحاجة إلى مهارات بشرية حتى يتمكنوا من التفاعل والتواصل مع الآخرين بنجاح.
ومع تسارع وتيرة التغيير والتقارب بين التقنيات المتنوعة، يتم إنشاء صناعات عالمية جديدة (على سبيل المثال، الاتصالات السلكية واللاسلكية). مع تغير التكنولوجيا يتغير الهيكل الأساسي للشركات ويدعو إلى مناهج تنظيمية جديدة ومهارات إدارية.
هناك أنواع مختلفة من المهارات في عالم الشركات التي تشمل المهارات الشخصية، ومهارات الاتصال، وكتابة التقارير، ومهارات العروض، والإلقاء، والمبيعات، والتسويق، والقيادة، والمهارات الإدارية وغيرها.

## تأريخها
في عام 2003، رأى فريق الموارد البشرية في IBM الحاجة إلى تطوير مجموعة من الأدوات والعمليات لإدارة القوى العاملة الكبيرة. قدرت IBM أن النظرات المتعمقة للبيانات ستصبح أكثر حيوية لنجاح الأعمال، واستنتجت أن النظام الذي يتتبع ويقدم معلومات وافرة حول أصولها الأكثر أهمية (أفراد الشركة) يحتاج إلى أداء مستمر. ونتيجة لذلك، طوروا مبادرة إدارة القوى العاملة.
سجلت IBM نجاحًا هائلًا من هذه المبادرة. على الرغم من أن تكلفة تنفيذ النظام يصل إلى ملايين الدولارات، فإن IBM سرعان ما رأت الفوائد المالية التي جنتها منه حيث ذكروا أن النظام "دفع ثمن نفسه بنفسه" وذلك من الوفورات الكبيرة من إدارته المقاولين بشكل أفضل ناهيك عن عدم احتساب التحسن في إدارة الموظفين بدوام كامل".
مع مرور الوقت، لاحظت العديد من الشركات الأخرى أهمية تتبع مهارات الموظفين. حاول البعض في البداية القيام بذلك من خلال التقييمات على المستندات الورقية، لكن كان هذا غير ناجح إلى حد كبير حيث انتهى بهم الأمر إلى كمية كبيرة من الوثائق الورقية التي لا يمكن البحث بداخلها. استخدم آخرون جداول البيانات التي حققت أداءً أفضل من مراجعات الورق. ولا تزال تستخدم جداول البيانات لتتبع المهارات في عصرنا.
ومع ذلك، يصعب إدارة جداول البيانات عندما يصبح مقدار البيانات ضخمًا. لأنها تفتقر إلى بعض الوظائف الحيوية اللازمة لإدارة المهارات الفعالة. أدت هذه الحاجة إلى تطوير أنظمة إدارة المهارات المتوفرة تجاريًا.

## أنواع المهارات
هناك ستة أنواع من مهارات الإدارة وهي على النحو التالي
1. التخطيط للأعمال: التخطيط هو الخطوة الأولى في المهارات الإدارية ويعني التخطيط لكيفية إدارة المنظمة، وكيفية الاستفادة من موارد المنظمة.
2. التنظيم
3. التوظيف
4. التوجيه
5. التنسيق
6. إعداد التقارير

## فوائدها
توفر إدارة المهارات نهجا منظما لتطوير المهارات الفردية والجماعية.

### على مستوى الموظف
نتيجة لإدارة المهارات، سيكون الموظفون على دراية بالمهارات التي تتطلبها وظائفهم. كما قد ينتج أيضًا عن ذلك خطة تطوير شخصية للتدريب لسد بعض أو كل هذه الثغرات في المهارات خلال فترة معينة. يستفيد الموظفون من فهم نقاط قوتهم وضعفهم، والقدرة على تحديد الأهداف الشخصية، وفهم القيمة التي يجلبونها إلى المنظمة 

### على مستوى المدراء المباشرين
تمكن إدارة المهارات المديرين من معرفة نقاط قوة وضعف موظفيهم. كما تمكنهم أيضًا من البحث عن موظفين لديهم مجموعات مهارات معينة (على سبيل المثال، لملء دور في وظيفة معينة).

### على مستوى الإدارة التنفيذية
يمكن للرؤية المدروسة للمهارات والفجوات في المهارات عبر أي مؤسسة أن تمكن المديرين التنفيذيين من رؤية مجالات قوة المهارة وضعفها. وهذا يمكّنهم من التخطيط للمستقبل في مواجهة قدرات الموظفين الحالية والمستقبلية، فضلاً عن تحديد أولويات مجالات تطوير المهارات.

## اتظر أيضًا
- إدارة المعرفة
- مهارة
- إدارة
- مهارات حياتية